# Willem van Conches
Willem van Conches (Conches-en-Ouche, rond 1090 - na 1154) was een Frans scholastisch filosoof, die probeerde de grenzen van het christelijk humanisme te verleggen door de wereldlijke werken van de klassieken te bestuderen en de empirische wetenschap te bevorderen. Hij was een prominent lid van de School van Chartres. Johannes van Salisbury, een bisschop van Chartres en oud-student van Willem, beschouwde Willem van Conches na Bernard van Chartres als de meest getalenteerde grammaticus. 
- Bibsys: 98029194
- Biblioteca Nacional de España: XX853689
- Bibliothèque nationale de France: cb11906340c (data)
- Gemeinsame Normdatei: 11871936X
- International Standard Name Identifier: 0000 0001 2125 7575
- Library of Congress Control Number: n83217766
- Nationale Bibliotheek van Tsjechië: mzk2011657669
- Nationale Bibliotheek van Israël: 987007270074605171
- Nationale en Universitaire bibliotheek Zagreb: 000476412
- Nederlandse Thesaurus van Auteursnamen: 068560990
- Istituto Centrale per il Catalogo Unico: SBLV211071
- LIBRIS: 57792
- Système universitaire de documentation: 02690845X
- Union List of Artist Names: 500063081
- Virtual International Authority File: 29521941